# Programador (dispositivo)

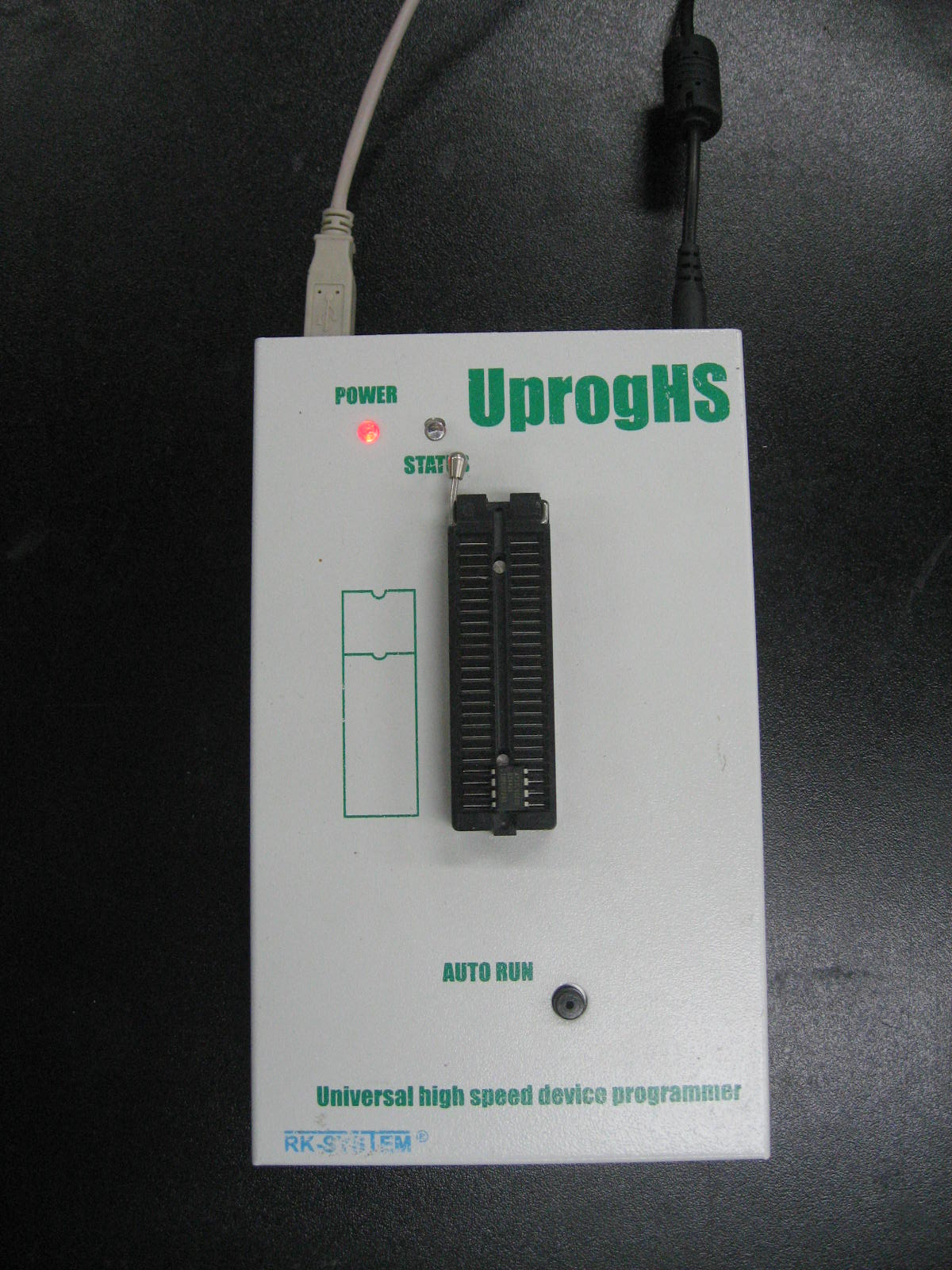
Programador UprogHS 48.

Un Programador es un dispositivo electrónico que configura circuitos programables no volátiles tales como EPROM, EEPROM, Flash, PALs, GALs, FPGA u otros.

## Función
Para programar un dispositivo, este es insertado en un zócalo (comúnmente ZIF) del programador, o se conecta su circuito impreso mediante un adaptador. Los datos se transfieren de distinta forma según la interfaz, ya sea serial (JTAG, SPI) o paralela. A su vez, el programador genera los voltajes necesarios para la programación.
Los programadores suelen estar conectados a una computadora que corre un software de programación. El mismo configura la interfaz, comienza la programación y transfiere los datos (usualmente contenidos en un archivo Intel HEX o SREC).